# Gornji Milanovac
Gornji Milanovac (serbisk kyrilliska: Горњи Милановац) är en stad belägen i regionen Šumadija i centrala Serbien. 
Staden har 24 000 invånare (kommunen har 48 000).

## Historik
I det gamla SFR Jugoslavien var Gornji Milanovac en av de mest utvecklade industristäderna och hade över 60 000 invånare. I och med att fabrikerna såldes och Jugoslaviens kollaps minskade befolkningen till 20 000. På senare tid[när?] har några fabriker privatiserats och befolkningen har börjat öka igen. I staden finns även ett museum om Norge.
Tom 1859 hette staden "Despotovac" (inte att förväxla med dagens Despotovac).

## Konst
På Modern Gallery Gornji Milanovac hålls det en internationell minibiennal. Senaste biennalen hölls mellan april och juni 2008, fyra utvalda curatorer från Nordmakedonien, Österrike, Rumänien samt Sverige hade valt ut tio konstnärer vardera, Stina Pehrsdotter stod för den svenska uttagningen (http://www.gmbiennial.com/main-english.htm).

## Galleri

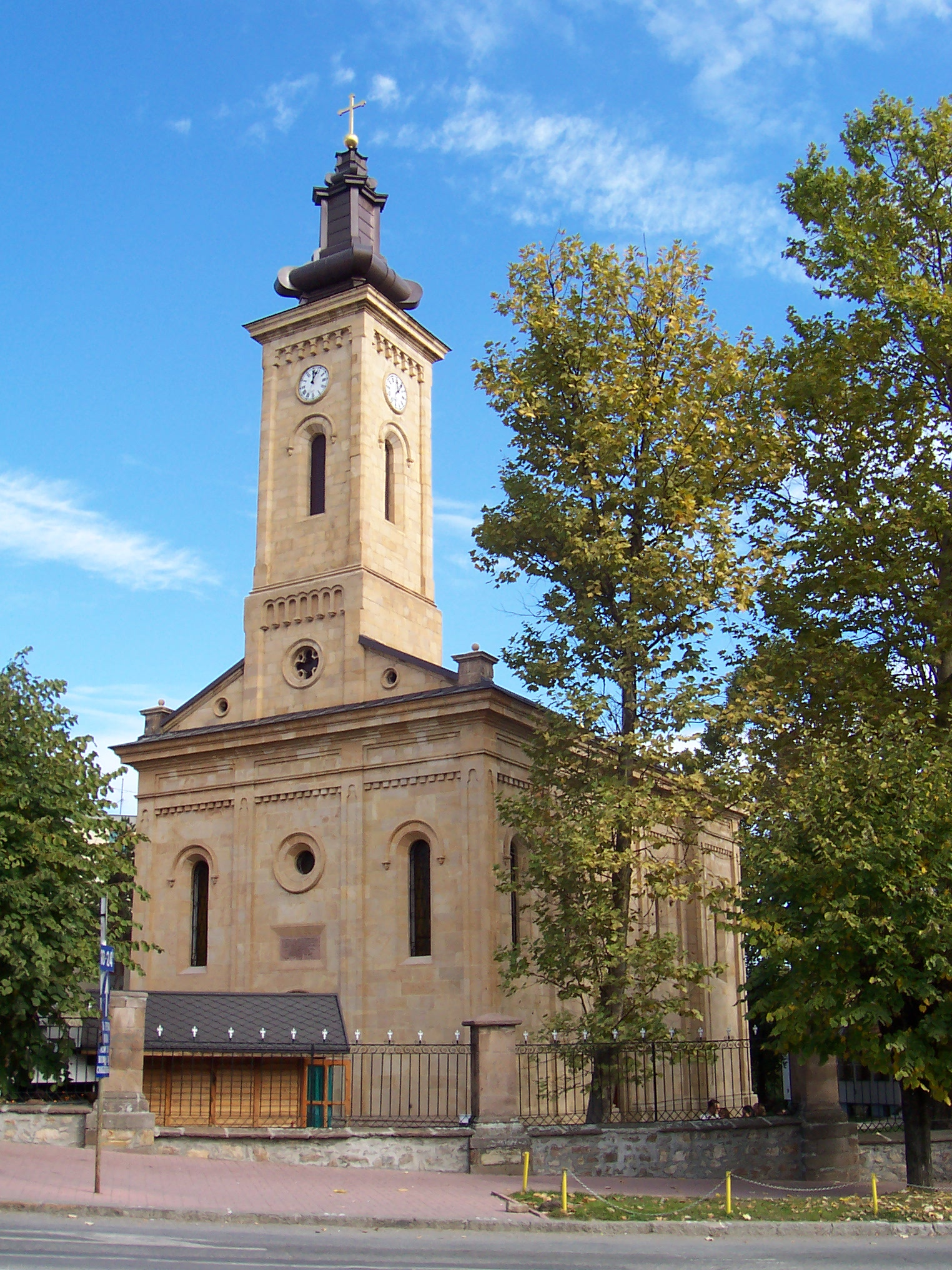
Kyrka
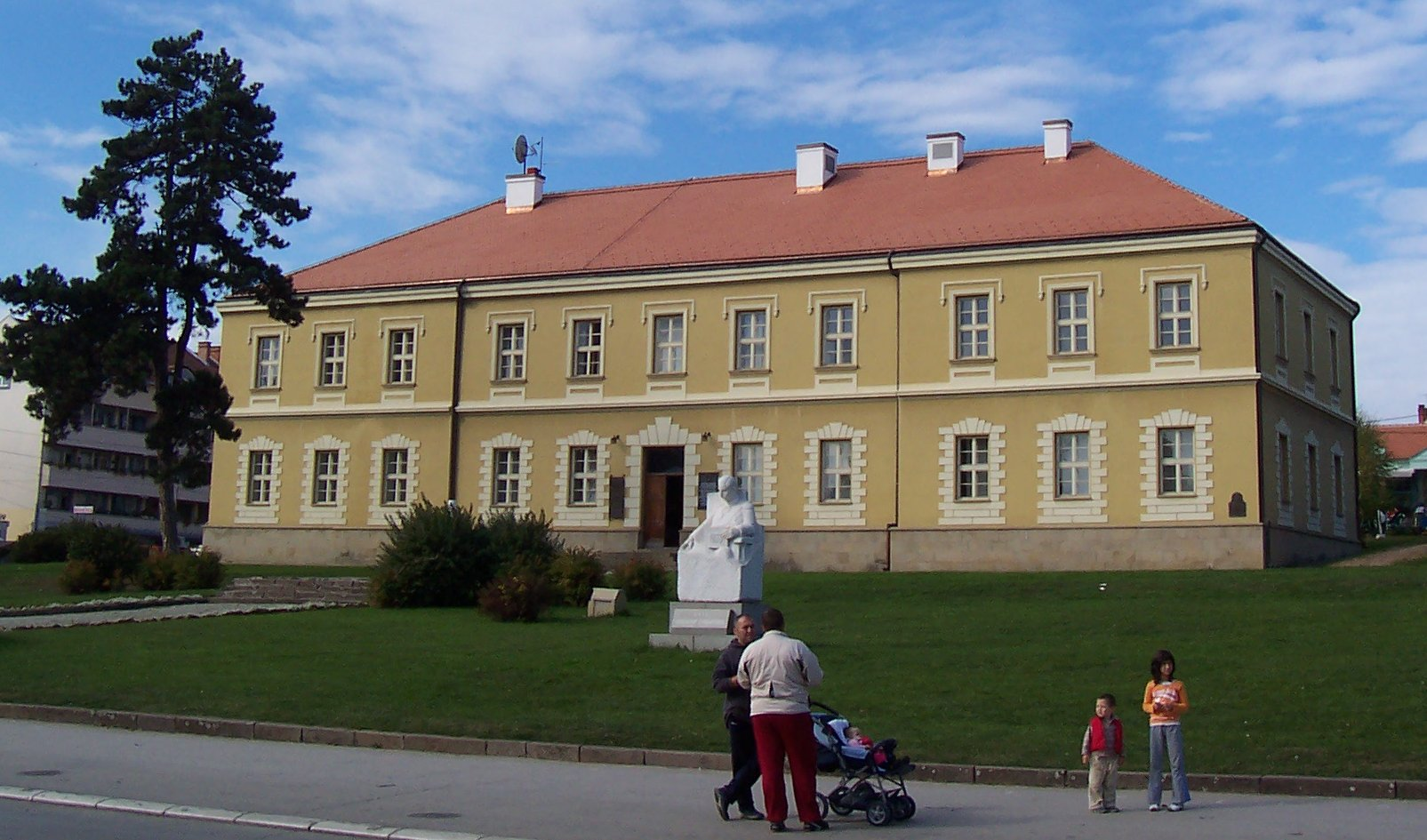
Gamla domstolen

## Vänort
- Mosjøen, Norge